# 2014-es magyar birkózóbajnokság
A 2014-es magyar birkózóbajnokság a százhetedik magyar bajnokság volt. Ettől az évtől férfi kötöttfogásban 59, 66, 71, 75, 80, 85, 98 és 130 kg-ban, férfi szabadfogásban 57, 61, 65, 70, 74, 86, 97 és 125 kg-ban, női szabadfogásban 48, 53, 55, 58, 60, 63, 69 és 75 kg-ban rendeztek bajnokságot. A férfi kötöttfogású bajnokságot május 4-én rendezték meg Budapesten, a Fáy utcai sportcsarnokban, a férfi és a női szabadfogású bajnokságot pedig április 26-án Kecskeméten, a Messzi István Sportcsarnokban.

## Eredmények

### Férfi kötöttfogás
| Versenyszám | Arany                                      | Arany | Ezüst                            | Ezüst | Bronz                                                         | Bronz |
| ----------- | ------------------------------------------ | ----- | -------------------------------- | ----- | ------------------------------------------------------------- | ----- |
| 59 kg       | Knipli Csongor Dél-Zselic SE-Kaposvári NSE |       | Kmegy Dániel BVSC-Ganz-Jászkisér |       | Juhász Bence Diósgyőri BCSánta Ferenc Dél-Zselic SE           |       |
| 66 kg       | Jäger Krisztián Dorogi NC                  |       | Krasznai Máté Ferencvárosi TC    |       | Tóth Martin Ceglédi VSELosonczi Ottó Erzsébeti SMTK           |       |
| 71 kg       | Korpási Bálint BVSC-Ganz-Jászkisér         |       | Németh István Vasas SC           |       | Kránitz Adrián Orosházi SpartacusFekete Tibor Ferencvárosi TC |       |
| 75 kg       | dr. Kun Renátó Ferencvárosi TC             |       | Szabó László Vasas SC            |       | Daher Michel Diósgyőri BC                                     |       |
| 80 kg       | Bácsi Péter Ferencvárosi TC                |       | Madarasi Gábor Egri Vasas        |       | Papp Bertalan Dorogi NC                                       |       |
| 85 kg       | Lőrincz Viktor Ceglédi VSE                 |       | Szabó Patrik Sziget SC           |       | Szilvássy Erik Csepeli ABI-Pénzügyőr SETősi János Egri Vasas  |       |
| 98 kg       | Varga Ádám Vasas SC                        |       | Balogh László Tatabányai SC      |       | Szűcs Péter Ceglédi VSENémeth Iván Ferencvárosi TC            |       |
| 130 kg      | Kiss Balázs BVSC-Ganz-Jászkisér            |       | Deák Bárdos Mihály Diósgyőri BC  |       | Pap Arnold Kertvárosi SELám Bálint BVSC-Ganz-Jászkisér        |       |

### Férfi szabadfogás
| Versenyszám | Arany                                         | Arany | Ezüst                                    | Ezüst | Bronz                                                             | Bronz |
| ----------- | --------------------------------------------- | ----- | ---------------------------------------- | ----- | ----------------------------------------------------------------- | ----- |
| 57 kg       | Kelemen Zsolt Orosházi Spartacus-Túrkevei VSE |       | Juhász Bence Diósgyőri BC                |       | Nyíri Milán Csepeli BCVilhelm Richárd Újpesti TE                  |       |
| 61 kg       | Molnár József Csepeli BC-Abonyi BC            |       | Németh Béla Vasas SC                     |       | Kiss Sándor Tiszacsege VSEÜveges Csaba Tatabányai SC              |       |
| 65 kg       | Németh István Vasas SC                        |       | Fabinyi Péter Ferencvárosi TC-Gyál TBE   |       | Veszelszki Dániel Kecskeméti BCKránitz Adrián Orosházi Spartacus  |       |
| 70 kg       | Lagzi Kovács Bendegúz Kazincbarcikai VSE      |       | Sepeczán János Orosházi Spartacus        |       | Kálmán Balázs Csepeli BCZellei Áron Dunaferr SE                   |       |
| 74 kg       | Wöller Gergő Vasas SC                         |       | Molnár Bálint Haladás VSE                |       | Nagy Mihály Erzsébeti SMTK-Váci Forma SEGulyás Zsombor Csepeli BC |       |
| 86 kg       | Hatos Gábor Haladás VSE                       |       | Gyurits Gergely Csepeli BC               |       | Bagó Tibor Bajai BCTőzsér Sándor Testnevelési Főiskola SE         |       |
| 97 kg       | Szmik Attila Csepeli BC-Dunaharaszti MTK      |       | Szabó Mihály Vasas SC-Orosházi Spartacus |       | Bóna Dániel Kőbánya SCGreksa Máté Csepeli BC-Kalocsai SE          |       |
| 125 kg      | Csercsics Richárd Haladás VSE                 |       | Fodor Péter Vasas SC                     |       | Dajka Zsolt Kecskeméti BCKucsera Tibor Vasas SC                   |       |

### Női szabadfogás
| Versenyszám | Arany                                  | Arany | Ezüst                                    | Ezüst | Bronz                                                         | Bronz |
| ----------- | -------------------------------------- | ----- | ---------------------------------------- | ----- | ------------------------------------------------------------- | ----- |
| 48 kg       | Lemák Diána Érdi Spartacus             |       | Mihálovics Ivett Szigetvári BSE          |       | Nyíri Dóra Püspökladányi NSEDajkáné Sebők Judit Kecskeméti BC |       |
| 53 kg       | Dénes Mercédesz Érdi Spartacus         |       | Egyed Zsanett Kanizsai BSE               |       | Kőrösi Kitti Zalaegerszegi BSE                                |       |
| 55 kg       | Bubori Dorina Ceglédi VSE-Kaposvári SI |       | Szenttamási Noémi Erzsébeti SMTK         |       | Kuncz Laura Kaposvári SI                                      |       |
| 58 kg       | Barka Emese Vasas SC                   |       | Gerják Edit Miskolci BSE-Abaújszántó     |       | –                                                             |       |
| 60 kg       | Galambos Ramóna Szigetvári BSE         |       | Ács Andrea Tatabányai SC                 |       | –                                                             |       |
| 63 kg       | Sastin Marianna Vasas SC               |       | Szabó Eliána Vasas SC                    |       | Klein Veronika Pénzügyőr SE                                   |       |
| 69 kg       | Godó Kitti Vasas SC                    |       | Sándor Klaudia Ferencvárosi TC-Gyál TBSE |       | Száraz Vivien J-Ász SE                                        |       |
| 75 kg       | Németh Zsanett Újpesti TE              |       | Barna Brigitta Kaposvári NSE             |       | Nagy Adrienn Tatabányai SC                                    |       |